# 欧州連合軍事参謀部
欧州連合軍事参謀部（おうしゅうれんごうぐんじさんぼうぶ、英語：European Union Military Staff、略称：EUMS）は、欧州連合の機関のひとつで共通安全保障防衛政策の領域を監督する任を負う。欧州連合外務・安全保障政策上級代表の官房に直属し、正式に欧州対外行動局の一部を構成している。

## 任務
上級代表に対する戦略的助言に加え、欧州連合軍事委員会（EUMC）に対する報告、政府間協議会は参謀長（参謀総長職等）で構成される。主な任務は「ペータースベルク任務のために早期警戒、情勢評価および戦略的計画」、更に共通外交・安全保障政策任務を実施することにあり（2001/80/CFSP、別紙記事 2）、具体例として欧州連合部隊のアルテア、チャドおよびコンゴ共和国への派遣任務がそれにあたる。欧州連合参謀部の常設人員は200人強の軍人および文民から成っている。
欧州連合軍事参謀部はブリュッセルにあるベルレモン・ビルの近傍にあるコルテンベルグ・ビル（Kortenberg building）に所在しており、更に近傍にはベルギー王立国軍士官学校（en:Royal Military Academy (Belgium)）がある。
欧州連合軍事参謀部は欧州連合軍事任務を直接統制しない。欧州連合の軍事的危機管理作戦の命令を遂行するために設けられる作戦司令部（OHQ）は適切な欧州連合理事会決議により任命される。作戦司令部は部隊本部（FHQ）を指揮し、加盟国がこれを提供する。そしてこれは地上での作戦に従事する。欧州連合の作戦が北大西洋条約機構の資産と能力に頼ると計画し実施される場合、作戦司令部は自動的にベルギーのモンスに所在する北大西洋条約機構の作戦連合軍（ACO）の指揮下に入る。その他の場合、5つある国家級作戦司令部が作戦司令部の任務を果たし、欧州連合が運用できるように創設されている。
- 作戦調整計画センター（CPCO）、フランス共和国パリのサンジェルマン大通り沿いのフランス軍統合参謀本部に所在する。パリ市近傍のモン・ヴァレリアン要塞に指揮統制施設が設けられ、これがフランスによる作戦司令部として機能している（但し、フランスがこれを国家指定するかどうかは明らかではない）。
- 常設統合司令部（PJHQ）、イギリス・ロンドン北西にあるノースウッド司令部に所在。
- 介入戦力作戦指揮司令部（KdoOpFüEingrKr）、ドイツ連邦共和国ポツダムに所在。
- イタリア共和国ローマ県のチェントチェッレ（it:Centocelle）の軍施設に指揮施設が所在。
- ギリシャ共和国のラリサに指揮施設が所在。

指定された作戦司令部は戦略的に重要な作戦で実運用されている。例としてアルテミス作戦ではモン・ヴァレリアン要塞から指揮され、コンゴ共和国作戦ではポツダムから指揮されていた。第2オプションでは北大西洋条約機構の施設を使用することで、ベルリン・プラス合意（en:Berlin Plus agreement）の準備中に欧州連合部隊 アルテアを軌道に乗せるため欧州連合軍最高司令部が使用された。第3オプションとして、2007年1月1日からブリュッセルにて欧州連合作戦センターが運用を開始する。これは軍民混成された限定規模の人的集団、あるいは代わりに2,000人規模の緊急対応部隊、例えば欧州連合戦闘群に対し命令を下すことができる。

## 監督活動
軍事参謀部は設立以来幾つかの展開を監督してきた。欧州連合部隊はこれまでに軍事展開のために4回運用されている。2003年3月から同年12月までマケドニア共和国で展開された欧州連合部隊 コンコルディア。2004年にボスニア展開した欧州連合部隊 アルテア、2006年にコンゴ民主共和国に展開した欧州連合部隊 コンゴ民主共和国、そして2007年にチャドと中央アフリカ共和国に展開した欧州連合部隊 チャド・中央アフリカ共和国がある。欧州連合部隊は常設の軍隊ではなく一時的展開に留まっており、誤解を招く「欧州緊急対応部隊」として知られる欧州合同軍や欧州即応部隊およびヘルシンキ目標で示された指定戦力の様な常設部隊と混同すべきでは無く注意が必要である。略称である「EUFOR」は北大西洋条約機構主体の和平履行部隊（IFOR）、平和安定化部隊（SFOR）およびコソボ治安維持部隊（KFOR）などの模倣としてパターン化されたものと推測される。

## 内部組織
- 参謀長
  - 副参謀長
  - 法務顧問
    - 参謀部支援課
    - 幹部事務室
    - 構想・能力部
    - 諜報部
    - 作戦部
    - 兵站部
    - 情報システム部